# Porozove (Taikurî), Rivne
Porozove (în ucraineană Порозове) este un sat în comuna Taikurî din raionul Rivne, regiunea Rivne, Ucraina.

## Demografie
Componența lingvistică a localității Porozove
     Ucraineană (100%)
Conform recensământului din 2001, toată populația localității Porozove era vorbitoare de ucraineană (100%).